# Ratingen
För andra betydelser, se Rating.
Ratingen är en stad i västra Tyskland, belägen i Kreis Mettmann i Nordrhein-Westfalen, omkring 12 kilometer nordost om centrala Düsseldorf. Staden tillhör Rhen-Ruhrs storstadsregion och stadskommunen gränsar direkt till de större grannstäderna Düsseldorf, Duisburg och Essen. Befolkningen uppgick till 86 899 personer i december 2020, vilket gör staden till den folkrikaste i Landkreis Mettmann.

## Historia

### Förhistoria
Den första bosättningen i området kan inte med säkerhet fastställas, men fynd av omkring 150 tusen år gamla handkilar och andra spår av mänsklig aktivitet i närheten av nuvarande Silbersee är bevis för att det redan i början av den senaste nedisningen levde människor i trakten.
De första indikationerna på en fast bosättning i trakten hittades i samband med utgrävningar i Ratingens innerstad och visar på att det fanns en fast bosättning omkring 500 f. Kr. Bosättningens uppstod på en gynnsam plats på en låg höjd mellan två bäckar. Även närheten till korsningen mellan den antika handelsvägen mellan Köln och Niederrhein och vägen mellan Rhen och Bergisches Land bidrog till bosättningens utveckling som handelsplats.

### Medeltid
Omkring 500 e. Kr. var området kring Ratingen omstritt mellan Hertigdömet Sachsen och Hertigdömet Franken.
Det första skriftliga omnämnandet av en bosättning på platsen, "Hratuga", gjordes år 849 i Cartularium Werdinense. Två olika tydningar av namnet har gjorts: antingen syftar namnet på ett hygge i skogen eller så handlar det om en bosättning uppkallad efter en person vid namn Hratan.
Från medeltiden tillhörde området där staden idag ligger grevarna av Berg, sedermera Hertigdömet Berg. För grevarna och hertigarna var platsen av strategisk betydelse i konflikter med ärkebiskopsdömet Köln. Orten fick stadsrättigheter genom ett brev daterat 11 december 1276 av greve Adolf V av Berg. Elva månader tidigare hade ärkebiskop Siegfried von Westerburg lagt staden Kaiserswerth (idag en del av Düsseldorf) med sin borg under sitt territorium, och Adolf V ville skapa en strategisk motvikt som säkrade norra Berg, genom att låta befästa den tidigare kyrkbyn och handelsplatsen i Ratingen och ge den stadsprivilegier.
Som motprestation för stadsprivilegierna, med tull- och skattefrihet samt kornkvarnsmonopol och rätt till framställning av örtblandningar till ölbryggning, lät staden uppföra en bastant stadsmur med stora försvarstorn och upp till 8 meter breda vallgravar.
Senare under medeltiden blev Ratingen en av de fyra viktiga städerna i hertigdömet Berg och genomgick en ekonomisk blomstringstid. Ratingen hade rätt att bedriva marknad och till skråväsende, präglade mynt och hade en domstol som genom senioritetsrätt var överordnad rätterna i Mettmann, Gerresheim och Düsseldorf. Den 25 november 1377 besökte kejsar Karl IV staden, och även Christian I av Danmark uppehöll sig här under andra halvan av 1400-talet. Ett tecken på den snabba befolkningstillväxten under senmedeltiden är de tre byarna Oberdorf, Bechem och Vowinkel som uppstod strax utanför stadsmurarna. Byarna brändes ned 1405 under andra Kalkumfejden men byggdes snart därefter upp igen, nu delvis befästa. 
Utvecklingen påskyndades av Ratingens läge nära större landsvägar och hamnen i Kaiserswerth vid Rhen, vilket gav Ratingen tillgång till Hansans handelsnätverk, men staden var troligen inte själv medlem av Hansan.
Av särskild betydelse var skrået för smeder och metallslipare, omnämnt i stadens handlingar år 1362. De använde vattenkraft från Angerbach och Schwarzbach för framställning av vapen, verktyg, särskilt knivar och saxar, samt andra bruksföremål som musikinstrument. Smidesprodukter från Ratingen såldes även i utlandet, bland annat i Antwerpen, Baltikum och Skandinavien. År 1592 omnämns första gången en judisk befolkning i staden.

### Nya tiden och industrialiseringen
Under 1500-talet var stadens ekonomiska blomstringsperiod över, och den närbelägna staden Düsseldorf blev den dominerande handelsstaden i området, från 1511 som residensstad för hertigarna och sedermera även som fästningsstad. Ratingen drabbades av pesten, stadsmuren blev föråldrad i takt med artilleriets utveckling och 1641 ödelades staden under trettioåriga kriget, i samband att Melchior von Hatzfeldts kejserliga armé ockuperat slottet Haus zum Haus och därifrån angripit staden och bränt ned hus i stora delar av staden. Befolkningen var vid denna tid endast omkring 140 personer, att jämföra med en befolkning på över 1000 personer 200 år tidigare under 1400-talet.
Industrialiseringen kom tidigt till Ratingen; år 1783 inrättade affärsmannen Johann Gottfried Brügelmann från Elberfeld ett mekaniskt bomullsspinneri vid Angerbach, som gör anspråk på att vara den första textilfabriken på det europeiska fastlandet. I den tidigare Cromford-textilfabriken finns idag ett textilmuseum som drivs av Rheinisches Industriemuseum. 
Under den franska ockupationen av Rhenlandet under Napoleonkrigen var Ratingen huvudstad i kantonen Ratingen och blev del av den franska lydstaten Storhertigdömet Berg.
Ratingen fick senast 1727 en stadspost, som sammanband staden med Thurn und Taxis kejserliga rikspostkontor i Düsseldorf och därigenom hela det internationella postväsendet och handelsnätverket. Efter Wienkongressen 1815 blev Berg och Ratingen del av kungadömet Preussen, som del av provinsen Jülich-Kleve-Berg med administrativt säte i Köln, från 1822 som del av Rhenprovinsen med säte i Koblenz. Den judiska församlingen uppförde 1817 en synagoga på Bechemer Strasse.
Då trakten var rik på formsand uppstod i området från mitten av 1800-talet en järnindustri. Även andra industriföretag grundades, som exempelvis en papperskvarn i Angertal, tegelbruk och flera kalkbruk. Industrialiseringstakten ökade efter att de två järnvägslinjerna Ruhrtalbahn i öster (idag pendellinje S 6) och Westbahn, del av linjen Troisdorf–Mülheim an der Ruhr–Speldorf, etablerades 1872 respektive 1873. Angertalbahn, "Kalkbahn", öppnade 1903 och används sedan passagerartrafikens inställande på 1950-talet huvudsakligen för godstrafik med kalk och formsand från Wülfrath.
Efter järnvägens ankomst grundades en rad industrier i anslutning till järnvägen; 1883 tryckkärlstillverkaren Dürr, 1910 lastbilstillverkaren Deutsche Lastautomobilfabrik AG (DAAG). I samband med den administrativa omstruktureringen i Rhenprovinsen 1929 behöll Ratingen sitt kommunala självstyre och 1930 införlivades även Eckamps kommun med de områden som idag utgör stadsdelarna Tiefenbroich och Ratingen-West.

### Under Nazityskland
Efter NSDAP:s övertagande av makten 1933 blev stadens förvaltning, kulturella liv och samhället omstöpta enligt nazistiska ideal. Socialdemokratiska eller kommunistiska partifunktionärer som Josef Schappe arresterades och sattes i "skyddshäkte", judiska medborgare förföljdes eller tvingades emigrera. Natten till 10 november 1938 skändades och förstördes den judiska kyrkogården på Werdener Strasse. Från sommaren 1943 låg Gestapos regionala högkvarter för Düsseldorf i den tidigare lärarseminariebyggnaden i Ratingen, då de tidigare lokalerna i Düsseldorf bombats. Här förhördes och torterades tvångsarbetare och regimmotståndare.  
Ratingen utsattes för flera bombanfall under andra världskriget, bland annat 22 mars 1945. Slaget om Ruhrområdet då de allierade trupperna inneslöt Ruhrfickan avslutades med att den tyske befälhavaren, Walter Model, begick självmord i skogen vid Lintorf utanför Ratingen. Staden, som utsatts för artilleribeskjutning, kapitulerade 17 april 1945 till pansarbefälhavaren major W. Ashley Gray utan strid eller gerillaaktioner från Werwolf eller Volkssturm.
Under krigets sista dagar begicks ytterligare brott mot folkrätten av Gestapo i Kalkumer Wald i Ratingen. De avrättade elva tvångsarbetare som snabbt begravts i Kalkumer Wald grävdes åter upp av nazistiska fångar på order av den amerikanska ockupationsarmén, för att därefter ges en offentlig begravningsceremoni utanför församlingskyrkan St. Peter und Paul. Den förste efterkrigsborgmästaren, Dr. Franz Josef Gemmert, som var direktör för Brügelmanns bomullsspinneri, höll tal vid begravningen. Den 9 juni 1948 flyttades de döda slutligen till en grav på Ratingens skogskyrkogård. En minnestavla över de avrättade finns idag på kyrkogården.

### Efterkrigstiden
Ratingen drabbades relativt lindrigt av krigsskador jämfört med andra städer i Rhen-Ruhr-området och utvecklades under 1960- och 1970-talen till en sovstad för Düsseldorfs storstadsområde. Bland annat anlades stadsdelen Ratingen-West, med omkring 20 000 invånare 1980. Här uppstod också lokaler för tjänsteföretag och småföretag i regionen, och invånarantalet passerade 50 000 invånare 1973 efter att flera grannkommuner införlivats med stadskommunen.
Sedan 1970-talet har Ratingens gynnsamma läge och infrastruktur bidragit till att orten gått från att bli en sovstad till att idag ha ett stort antal arbetsplatser, med ett positivt pendlarflöde in till staden under kontorstid, trots läget som direkt gränsar till tre av regionens större städer.